# Rainbow (Johnny Cash)
Rainbow è il quarantaquattresimo album in studio del cantante country statunitense Johnny Cash, pubblicato nel 1985.

## Tracce
1. I'm Leaving Now (Johnny Cash) – 2:17
2. Here Comes That Rainbow Again (Kris Kristofferson) – 2:50
3. They're All the Same (Willie Nelson) – 3:09
4. Easy Street (Bobby Emmons, Chips Moman) – 2:46
5. Have You Ever Seen the Rain? (John Fogerty) – 2:30
6. You Beat All I Ever Saw (Johnny Cash) – 2:56
7. Unwed Fathers (Bobby Braddock, John Prine) – 3:13
8. Love Me Like You Used To (Paul Davis, Bobby Emmons) – 2:42
9. Casey's Last Ride (Kris Kristofferson) – 3:18
10. Borderline (Bobby Emmons, Chips Moman) – 2:59